# Prínia de capell gris
La prínia de capell gris (Prinia cinereocapilla) és una espècie d'ocell passeriforme del gènere prinia que pertany a la família Cisticolidae pròpia del subcontinent indi, a Àsia.

## Distribució i hàbitat
Es distribueix per Bhutan, l'Índia, Nepal i Pakistan.
Els hàbitats naturals són els boscos secs subtropicals o tropicals, zones arbustives humides subtropicals o tropicals, pastures baixes seques subtropicals o tropicals, pastures baixes inundables subtropicals o tropicals i terra de conreu. Està amenaçada per pèrdua d'hàbitat.